# 東宝日比谷ビル
東宝日比谷ビル（とうほうひびやビル）は、東京都千代田区有楽町（日比谷）にあるオフィスとショッピングモールで構成される複合商業ビルである。東宝の本社ビルであり不動産は東宝が所有する。一般には低層階のショッピングモール「日比谷シャンテ」がある建物として知られる。

## 概要
旧日比谷映画劇場・有楽座の跡地再開発により、1987年（昭和62年）10月に「合歓の広場（ねむのひろば）（現：日比谷ゴジラスクエア）」および別館扱いの「シャンテビル（現：TOHOシネマズシャンテ）」とともに開業した。日比谷は阪急東宝グループにおける重要拠点の一つである。
設計・施工は竹中工務店が手掛けた。東宝が所有するビル（有楽町センタービルを除く）の中では延床面積が最大級である。
開業当初は、オフィスフロアは日本生命保険へ一括賃貸され、日本生命保険東京本部が入居した。これにより東宝は建設費170億円の約80%を日本生命保険からの入居保証金で賄い、残りも手元資金で賄うことで無借金で当ビルを建設した。
2004年に日本生命丸の内ビルが竣工すると、日本生命保険東京本部は同ビルへ移転した。これに伴いテナント構成が代わり、東宝本社（登記上の本店）およびプレス向け試写室3フロア、TOHOシネマズ本社のほか、ぐるなび本社、MCフードスペシャリティーズ本社、ジェイツ・コンプレックス本社などが入居している。

## 日比谷シャンテ
日比谷シャンテ（ひびやシャンテ、HIBIYA Chanter）は、東宝日比谷ビルの地下2階から地上3階と、隣接するシャンテビル（TOHOシネマズシャンテの入居する建物）の一部を占めるショッピングモールである。シャンテビル区画および「日比谷ゴジラスクエア」にあるビル塔屋（地上2階部分、1階は地下駐車場入口）は「別館」としている。
開業と同時に、TBSテレビがサテライトスタジオを設置し、テレビ番組の生放送が行われた（下記参照）。1994年に赤坂のTBS放送センター（ビッグハット）完成と同時にサテライトスタジオは閉鎖され、映画館「シャンテシネ」（現：TOHOシネマズシャンテ）のスクリーンへ改築された。
テナントとして入居する店舗は、開業以来長らくブティックと喫茶店が中心であったが、2000年代後半に一部ショップ区画をレストラン街として転換した。
バーゲンセールの名称は「シャンテバザール」で、開業以来2012年まで冬期（12月頃）と夏期（7月頃）に関東ローカルでテレビCMが放送されたほか、周辺のTOHOシネマズでスクリーンCM（予告編前）が流れていた。
施設のイメージキャラクター「シャンテガール」として高橋彩を起用していた。

### 2018年のリニューアル
日比谷シャンテ開業30周年を記念し、東京ミッドタウン日比谷開業に合わせて、2018年3月23日にリニューアルを実施した。
日比谷シャンテの名所として親しまれてきた「合歓の広場」には、1995年から、東宝の特撮怪獣映画シリーズ『ゴジラ』に登場する「ゴジラ」を象った「ゴジラ像」が設置されていた。この旧「ゴジラ像」は、当時ゴジラのスーツ造形を手掛けていた小林知己が原型を制作したものである。
日比谷シャンテのリニューアルに伴い、ゴジラ像も2016年公開の特撮映画『シン・ゴジラ』をモデルとしたものに新しく作り替えられ、大きさも台座を含めて3mという巨大なものとなった。「合歓の広場」で長年親しまれてきた旧「ゴジラ像」は、東京ミッドタウン日比谷内に新規開業する映画館「TOHOシネマズ日比谷」へ移設された。
これに伴い、広場の名称も長年親しまれた「合歓の広場」から「日比谷ゴジラスクエア」へ改称された。
また「合歓の広場」にあったビル塔屋は、このリニューアルの際にローチケのビューローへ改装された。
なお、日比谷シャンテ本館と東京ミッドタウン日比谷は地下通路で連絡している。地下駐車場は一般車両は使用できない。

### 日比谷ゴジラスクエア

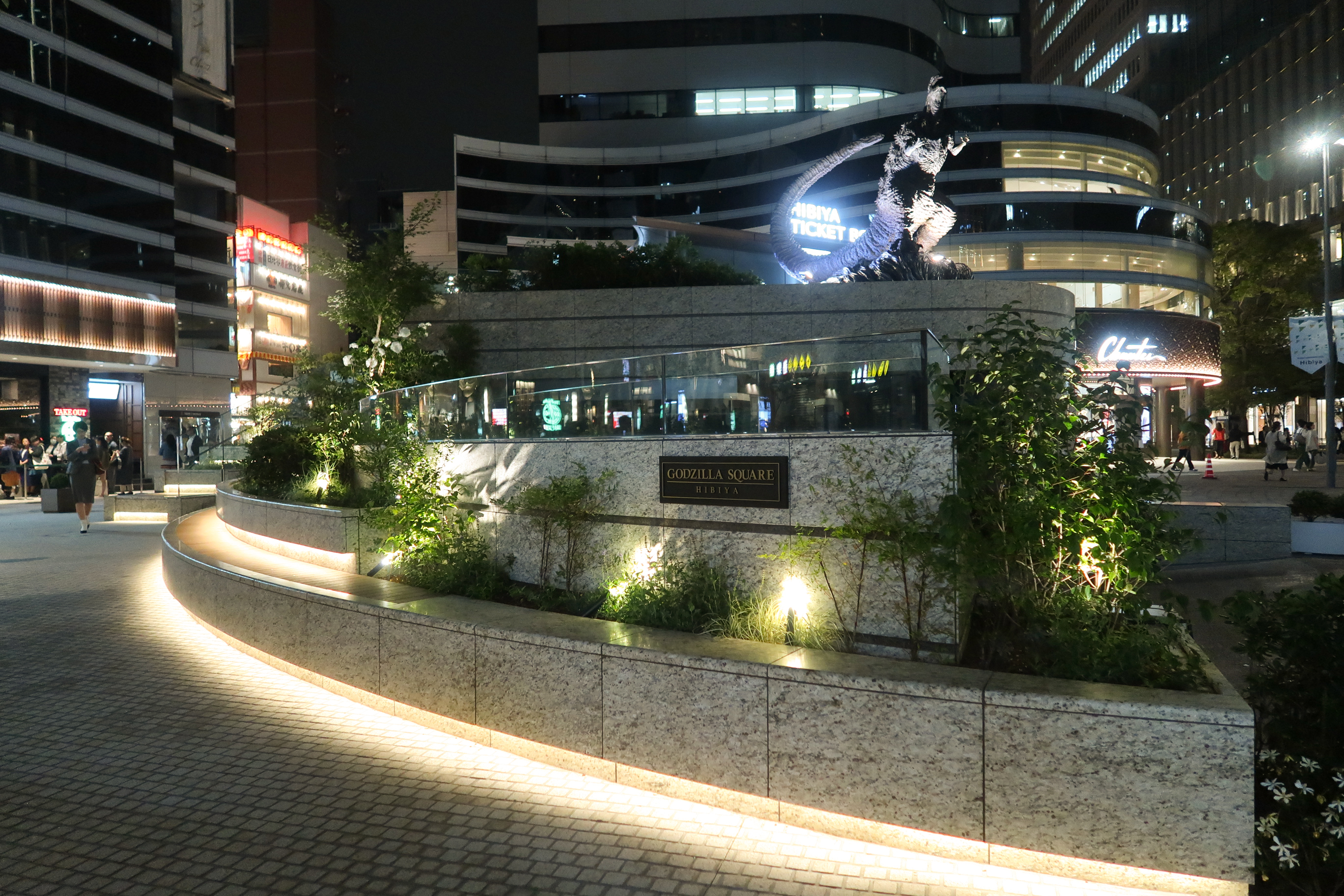
リニューアル後の日比谷ゴジラスクエア（2018年6月）

日比谷ゴジラスクエア (Hibiya Godzilla Square) は、日比谷シャンテの敷地内にある広場。日比谷シャンテの竣工・開業と同時に「合歓の広場（ねむのひろば）」としてオープンした。前述のとおり、旧「ゴジラ像」が設置されていたほか、東宝に所属している映画スターの手形などが設置されている。
2015年3月22日には、映画スターの手形としては初めてとなるキャラクターの手形として、ドラえもんの手形が76番目に掲出された。
上述のとおり、2018年のリニューアルにより「合歓の広場」から「日比谷ゴジラスクエア」へ改装され、ゴジラ像も新しいものに作り変えられた（詳細は#2018年のリニューアルを参照）。また合歓の広場に設置されていた手形はリニューアルに合わせ、日比谷シャンテ本館の地下2階「スターギャラリー」へ移設された。

#### 映画スターの手形一覧
「合歓の広場」時代から「日比谷ゴジラスクエア」に手形が設置されている映画スターの一覧は以下のとおり（広場外側からの順）。
| - 松田聖子 - 沢口靖子 - 田原俊彦 - 近藤真彦 - 桜田淳子 - 斉藤由貴 - 三田佳子 - 勝新太郎 - 若山富三郎 - 植木等 - 倍賞千恵子 - 浅丘ルリ子 - 仲代達矢 - 松本幸四郎 - 平幹二朗 - 酒井和歌子 - 菅原文太 - 池内淳子 - 山本陽子 - 宮本信子 | - 雪村いづみ - 原田美枝子 - フランキー堺 - 栗原小巻 - 十朱幸代 - 浜木綿子 - 岡田茉莉子 - 夏木陽介 - いしだあゆみ - 役所広司 - 草笛光子 - 星由里子 - 山本富士子 - 佐久間良子 - 有馬稲子 - 古手川祐子 - 中井貴一 - 三浦友和 - 益田喜頓 - 丹波哲郎 | - 司葉子 - 加山雄三 - 吉永小百合 - 森光子 - 森繁久彌 - 三船敏郎 - 山田五十鈴 - 高倉健 - 小林桂樹 - 淡島千景 - 高峰三枝子 - 石坂浩二 - 武田鉄矢 - 山口淑子 - 香川京子 - 久我美子 - 北大路欣也 - 新珠三千代 - 宝田明 - 三橋達也 | - 三木のり平 - 池部良 - 上原謙 - 高島忠夫 - 八千草薫 - 高峰秀子 - 美空ひばり - 岸恵子 - 西田敏行 - 緒形拳 - ドラえもん - シルベスター・スタローン - ジャッキー・チェン - ペ・ヨンジュン - トム・クルーズ - ジョディ・フォスター - チャン・ドンゴン |

## TBS日比谷シャンテスタジオ
同スタジオで生放送された主な番組は以下のとおり。
- 新伍のお待ちどおさま
- 平成名物TV『三宅裕司のいかすバンド天国』
- 素敵な気分De!
- ぴりっとタケロー
- 吉村明宏のクイズランチ
- わいど!ウオッチャー
- 鶴瓶の聞けば聞くほど